# الحركة النسائية في فلسطين قبل نكبة عام 1948
الحركة النسائية هي سلسلة حملات منظمة ذات اهداف اجتماعية وإنسانية متعددة، وهي مكونة غالبا من نساء من كافة الفئات والطبقات والديانات لدعم قضايا تخص النساء خاصة والمجتمع عامة.

## مقدمة
كانت المرأة العربية الفلسطينية تعي واقع الوطن العربي عامة، وفلسطين خاصة. وساعد على هذا الوعي انتشار التعليم منذ مطلع هذا القرن بين السيدات، إذ نصت إحدى مواد دستور سنة 1908 العثماني المعروف بـ “المشروطية” على ضرورة تعليم البنات، فانتشرت المدارس الآميرية إلى جانب المدارس الأجنبية والتبشيرية التي ساهمت في نشر التعليم. من البديهي – والأمر كذلك – أن تبدأ الحركة النسائية في صفوف الفئات المتعلمة من نساء فلسطين، وكان أكثرهن من بنات أسر الطبقة المتوسطة أو فوق المتوسطة، دون وعي مسبق للبعد الطبقي في ذلك الحين. ولكن لا بد من الإشارة إلى أن الحركة النسائية سرعان ما تخطت هذا الوضع، وازدادت اتساعاً وشمولاً، وضمت بين صفوفها فئات نسوية متعددة، وشملت ميادين ومجالات كثيرة. فمن الناحية الاجتماعية تخطت الحركة النسائية الفلسطينية الفئات المتعلمة لتشمل النساء العاملات وربات البيوت والمرأة في الحقول. ومن الناحية الجغرافية امتدت لتشمل جميع مدن فلسطين وقراها الكبيرة والصغيرة. ومن الناحية الطائفية عملت في صفوفها النساء المسلمات والمسيحيات جنباً إلى جنب، ومن الناحية المحلية تفاعلت الحركة النسائية الفلسطينية مع الحركة النسائية خارج فلسطين على المستويين العربي والعالمي.

## مراحل تطور الحركة النسائية الفلسطينية قبل سنة 1948
انطلقت الحركة النسائية في فلسطين منذ أوائل القرن العشرين من خلال العمل الاجتماعي الخيري وتأسيس الجمعيات النسائية ذات الأهداف الإنسانية المتعددة. ومما لا شك فيه أن هذه الجمعيات ساهمت في تكوين الوعي العام بين النساء، سواء كان الوعي عملياً أو اجتماعياً أو سياسياً أو اقتصادياً، بالموضوعات التي كانت تطرح على بساط البحث، وبالأبحاث والمحاضرات والمسائل التي كانت تناقشها هذه الجمعيات، وما ترتب فيما بعد على هذا النقاش والحوار الاجتماعي والثقافي من تفاعل ساعد على انتشار الوعي بصورة عامة.

### موجات النضال النسوي الوطني عام 1920
اجتاحت فلسطين منذ سنة 1920 موجات من النضال الوطني عمت المدن الكبرى والقرى، وشاركت فيها الحركة النسائية الفلسطينية، فكان لها وجود في مظاهرات 27/2/1920 التي ضمت 40 ألف مواطن وطافت مدينة القدس والمدن والقرى الفلسطينية، معبرة عن رفض الشعب العربي الفلسطيني الانتداب البريطاني والأطماع الصهيونية في أرض فلسطين.

### الحركة النسائية بعد ثورة 1929
ظلت الحركة النسائية على هذا الوضع حتى كانت ثورة 1929 التي اشتعلت إثر حادثة البراق وقتل وجرح خلالها الكثير من العرب، واعتقلت سلطات الانتداب المئات من الشباب العرب، واعتقلت سلطات الانتداب المئات من الشباب العرب، وصدرت الأحكام المختلفة عليهم، ومن بينها أحكام بإعدام عشرين عربياً. وعندئذ بادرت النساء الفلسطينيات إلى عقد المؤتمر السيدات العربيات الفلسطينيات في القدس فكان الأول من نوعه في الناحية التنظيمية واتجاه القرارات الوطنية، واشتركت فيه أكثر من 300 امرأة من مختلف أنحاء فلسطين، واتخذت فيه عدة قرارات، ووضعت قدرات الحركة النسائية الفلسطينية ضمن دائرة الحركة الوطنية النضالية العامة.

### مظاهرات عام 1933
وما إن حلت سنة 1933 حتى كانت الحركة النسائية الفلسطينية تنال ثقة العاملين في حقل القضية الوطنية. ولما قررت اللجنة التنفيذية في يافا (8/10/1933) القيام بالمظاهرات بشكل دوري في مدن فلسطين وقراها احتجاجاً على سياسة الانتداب البريطاني، وتطبيقاً لمبدأ اللاتعاون معها، كانت النساء الفلسطينيات في طليعة المظاهرات الوطنية، ولا سيما مظاهرة يوم 13/10/1933 في مدينة القدس.

### المشاركة في المؤتمر النسائي العربي عام 1938
في 15/10/1938 افتتح المؤتمر النسائي العربي وكان وفد فلسطين أكبر الوفود إذ ضم عدداً كبيراً من النساء العاملات في الحركة، بالإضافة إلى عدد من ممثلات لجان السيدات العربيات المنتشرة في مدن فلسطين. طرح الوفد الفلسطيني مجموعة من القضايا الوطنية كانت المحور الذي دارت حوله أبحاث المؤتمر ومناقشاته.

### المؤتمر النسائي العربي عام 1944
في سنة 1944 دعت الاتحادات النسائية العربية إلى عقد مؤتمر عربي نسائي آخر في القاهرة من أجل بحث قضية فلسطين وموقف المرأة العربية من هذه القضية. وقد استمرت أعمال المؤتمر من 12/12 – 16/12/1944. بينت السيدة هدى شعراوي في كلمة الافتتاح أن هذا المؤتمر “يعقد لدراسة قضيتي فلسطين والمرأة، وكلتاهما قضية حقوق مهضومة يجب أن ترد إلى أصحابها”، وتناولت قضية فلسطين ومراحل تطورها، ونادت بوجوب التضامن العربي تجاه هذه القضية.

## الجمعيات النسائية قبل العام 1948
تظهر معالم صورة تأسيس الجمعيات النسائية الفلسطينية منذ سنة 1903. فقد تأسست جمعيات نسائية تطوعية ذات أهداف خيرية نسائية في معظم المدن الفلسطينية. ولم يكن لهذه الجمعيات برامج تتقيد بها، ولا أماكن تعقد اجتماعاتها فيها. وكانت لقاءات الأعضاء تتم في المنازل أو الغرف التابعة للأديرة والمدارس. ومنذ العقد الثاني للقرن العشرين اتخذت الجمعيات النسائية الفلسطينية  صورة واضحة المعالم محددة الأهداف. وقد تطورت إلى جمعيات ذات برامج واضحة وحياة تنظيمية داخلية شملت التجارب هيئة إدارية تقوم بدورها بانتخاب الرئيسة وأمينة السر وأمينة الصندوق وتعين بعض الموظفين. ولا يمكن حصر هذه الجمعيات بشكل دقيق. فقد توقف الكثير منها عن العمل خلال الحرب العالمية الأولى، وبعد التطورات السياسية التي شهدتها فلسطين وتبلورت بحلول نكبة 1948.
وأبرز هذه الجمعيات، مرتبة في مراحل زمنية:

### الجمعيات النسائية الفلسطينية بين عامي 1903 و 1928
إن السمة الرئيسة لجمعيات هذه الفترة هي السمة الخيرية الإنسانية والثقافية، وتتبع أهميتها من كونها أولى الجمعيات التي تكونت في فلسطين، وأهمها:
1. جمعية إغاثة المسكين الأرثوذكسية: تأسست في مدينة عكا سنة 1903 برئاسة نبيهة المالكي وبقيت تعمل بنشاط حتى سنة 1916. وهدفها الأول تجهيز الفتيات الفقيرات من بنات الطائفة الأرثوذكسية.[6]
2. جمعية عقد اليتيمات الأرثوذكسيات: تأسست في مدينة يافا سنة 1910 برئاسة أديل عازر التي بقيت في هذا المنصب حتى أغلقت الجمعية سنة 1947. افتتحت الجمعية مدرسة وطنية سنة 1923، عرفت فيما بعد باسم “الكلية الأرثوذكسية بيافا”، تخطت الطائفية وضمت في رحابها كل طالبة عربية دون أية تفرقة.[5]
3. جمعية تهذيب الفتاة الأرثوذكسية: تأسست في مدينة القدس سنة 1918 وبقيت تعمل بنشاط حتى سنة 1947، وتولت رئاستها كاترين شكري ديب. كان الهدف الأول للجمعية تعليم الفتيات المتفوقات في المعاهد العليا. وقد تمكنت من تعليم الكثير من الفتيات في الكلية الإنكليزية وكلية شميدت في القدس. وسعت جاهدة إلى تحقيق مشروع المعهد العالي للإناث، ولكنها توقفت عن العمل قبل تنفيذ المشروع.[5]
4. الجمعية النسائية: تأسست في مدينة نابلس سنة 1921 وبقيت في مقدمة الجمعيات النسائية حتى سنة 1938 حين أعيد تأسيسها وأصبحت تعرف باسم الاتحاد النسائي العربي بنابلس. وكانت رئيستها طوال هذه المدة مريم عبد الغني هاشم. تهدف هذه الجمعية إلى تحسين وضع المرأة العاملة من الناحيتين الاجتماعية والصحية، ورفع مستوى عيش الأسرة الفقيرة، ومكافحة الأمية. ومنذ ثورة 1929 أصبحت هذه الجمعية ذات سمة نضالية – سياسية، أسوة بالجمعيات التي تأسست في هذه الفترة، إذ أمدت المجاهدين بالمال والأسلحة، وتبنت الإشراف على أسر الشهداء، واشتركت في قيادة المظاهرات، بالإضافة إلى إصدار البيانات السياسية ورفع الاحتجاجات الدولية استنكاراً للأوضاع القائمة في البلاد.[5]
5. جمعية العناية بالطفولة: تأسست في مدينة يافا سنة 1923 وبقيت تعمل حتى سنة 1947، وافتتحت لها عدة فروع في حيفا، نابلس، ورام الله، وغيرها. وقد ترأست الجمعية في بداية الأمر قرية وديع تماري، وتلتها السيدة صايغ، ثم ماري برتقش لمدة 15 سنة. أهم أهدافها العناية بالطفولة والأمومة ورعايتهما صحياً وغذائياً. ولتحقيق هذا الهدف افتتحت مستوصفاً لعناية الأطفال ومعالجتهم وتلقيحهم ضد الأمراض، وخاصة شلل الأطفال. وكانت تقدم الحليب والأغذية الخاصة والأدوية مجاناً للأطفال وأمهاتهم. وأخذت على عاتقها توعية الأمهات بإلقاء محاضرات مبسطة عن تربية الطفل والعناية به.[5]
6. جمعية حاملات الطيب: تأسست سنة 1926 برئاسة سلمى الحمصي سلامة، وتلتها ميليا يعقوب الحلبي. وقد توقفت عن العمل بعد سنة 1948، ثم أعيد تسجيلها سنة 1965. اتخذت الجمعية من تقديم المساعدة للمرضى واليائسين والمحتاجين هدفها الأول. ومن أجل تحقيقه افتتحت مستوصفاً كبيراً وفرت فيه الدم للمرضى، وأنشأت دار نقاهة في محلة القطمون في القدس. ولكنها خسرت ممتلكاتها هذه بعد حرب 1948.[5]

### الجمعيات النسائية الفلسطينية بين عامي 1929 و 1937
كان المنطلق لتأسيس الجمعيات النسائية في فلسطين منذ سنة 1929 هو ثورة البراق (ثورة 1929). ولذلك اتسمت أهدافها بالسمة النضالية السياسية، بالإضافة إلى السمات الخيرية والثقافية. وأهم هذه الجمعيات:
1. جمعية النهضة النسائية: هي جمعية خيرية تطوعية تأسست عام 1925 لتخدم النساء والأطفال في منطقة رام الله من خلال مشاريعها التأهيلية والإنسانية والاجتماعية لرفع مستوى المرأة من النواحي الثقافية والاجتماعية والاقتصادية وعبر سنوات عملها تنوعت البرامج والمشاريع وفق احتياجات المجتمع المحلي وبناءً على التغيرات السياسية والاجتماعية والاقتصادية في المنطقة.[1][5]
2. جمعية السيدات العربيات: تأسست في مدينة القدس سنة 1929 إثر اجتماع نسائي كبير عقد في المدينة لوضع الخطوط الرئيسة لمشاركة المرأة العربية الفلسطينية في ثورة البراق والقضايا السياسية التي تواجهها البلاد. أما أول رئيسة لها فهي نعمتي العلمي.[5]

### الجمعيات النسائية الفلسطينية بين عامي 1938 و 1948
1. الاتحادات النسائية: تأسست الاتحادات النسائية في فلسطين سنة 1938 إثر القرارات التي اتخذها المؤتمر النسائي الذي عقد في القاهرة سنة 1938 برئاسة هدى شعراوي زعيمة الحركة النسائية بمصر لبحث القضية الفلسطينية (رَ: المؤتمر النسائي العربي). وقد توقف معظم هذه الاتحادات عن النشاط بسبب حرب 1948.[1][5]
2. جمعيات الهلال الأحمر: تأسست هذه الجمعيات في مدن فلسطين المختلفة نتيجة للأوضاع التي كانت تمر بها البلاد منذ 1936. وبالرغم من أنها توقفت فترة بسيطة فقد عادت للعمل بعد إعادة تسجيلها منذ سنة 1950 في القدس ونابلس وجنين وعرابة والبيرة وقباطية. أما أهداف هذه الجمعيات فهي: التمريض وتقديم الإسعافات الأولية، وفتح العيادات الطبية، وتقديم المساعدات والخدمات للمعتقلين السياسيين وأسرهم، إضافة إلى الخدمات الاجتماعية بشكل خاص. وهذه الجمعيات ذات اتصال وثيق بالمؤسسات الصحية الدولية، وفي مقدمتها الصليب الأحمر الدولي.[5]
3. جمعية زهرة الأقحوان: هي جمعية سرية تأسست عام 1947 على يد الشقيقتين مهيبة وناريمان خورشيد، وانضم إليهما عدد من النساء الفلسطينيات، وبعض الرجال العرب والأجانب. وعملت المنظمة حتى وقوع النكبة وتهجير غالبية أهالي مناطق فلسطين التي احتلت عام 1948. نشطت الشقيقتين في نشر الدعوة لتأسيس المنظمة بين «آنسات الطبقة المستنيرة» في يافا، فانضمت إليهن 12 فتاة عربية، وقررن مهاجمة عناصر منظمة الهاجاناه الصهيونية «في مواقعهم ومخابئهم» بعد أن تهيأت لهن فرصة التسلح بالمدافع الرشاشة والبنادق.[5][7]